# Alba Berlin Basketballteam 2020-2021
Questa voce raccoglie le informazioni riguardanti l'Alba Berlin Basketballteam nelle competizioni ufficiali della stagione 2020-2021.

## Stagione
La stagione 2020-2021 dell'Alba Berlin Basketballteam è la 30ª nel massimo campionato tedesco di pallacanestro, la Basketball-Bundesliga.

## Roster
Aggiornato al 24 agosto 2020.
| Alba Berlin 2020-21 | Alba Berlin 2020-21 |
| Giocatori           | Staff tecnico       |
| ------------------- | ------------------- |

| N. | Naz.                                   | Ruolo | Nome              | Anno | Alt.   | Peso   |  |
| -- | -------------------------------------- | ----- | ----------------- | ---- | ------ | ------ |  |
| 0  | Germania (bandiera)                    | P     | Maodo Lô          | 1992 | 191 cm | 82 kg  |  |
| 3  | Stati Uniti (bandiera)                 | P     | Peyton Siva       | 1990 | 183 cm | 84 kg  |  |
| 5  | Germania (bandiera)                    | AP    | Niels Giffey (C)  | 1991 | 200 cm | 93 kg  |  |
| 6  | Germania (bandiera)                    | G     | Malte Delow       | 2001 | 197 cm | 84 kg  |  |
| 8  | Svezia (bandiera)                      | AP    | Marcus Eriksson   | 1993 | 201 cm | 87 kg  |  |
| 9  | Germania (bandiera)                    | G     | Jonas Mattisseck  | 2000 | 192 cm | 84 kg  |  |
| 10 | Germania (bandiera)                    | AG    | Tim Schneider     | 1997 | 208 cm | 108 kg |  |
| 11 | Germania (bandiera)                    | AG    | Lorenz Brenneke   | 2000 | 204 cm | 107 kg |  |
| 16 | Croazia (bandiera)                     | C     | Krešimir Nikić    | 1999 | 213 cm | 104 kg |  |
| 19 | Germania (bandiera)                    | AP    | Louis Olinde      | 1998 | 205 cm | 87 kg  |  |
| 20 | Italia (bandiera)                      | AP    | Simone Fontecchio | 1995 | 203 cm | 95 kg  |  |
| 21 | Ciad (bandiera)                        | C     | Christ Koumadje   | 1996 | 221 cm | 122 kg |  |
| 32 | Germania (bandiera)                    | AC    | Johannes Thiemann | 1994 | 206 cm | 102 kg |  |
| 33 | Uruguay (bandiera) · Italia (bandiera) | P     | Jayson Granger    | 1989 | 189 cm | 87 kg  |  |
| 43 | Stati Uniti (bandiera)                 | AG    | Luke Sikma        | 1989 | 202 cm | 107 kg |  |
| 50 | Stati Uniti (bandiera)                 | C     | Ben Lammers       | 1995 | 208 cm | 103 kg |  |

| Allenatore                                                                                          |
| - Aíto García Reneses                                                                               |
| Assistente/i                                                                                        |
| - Israel González - Sebastian Trzcionka Legenda - (C) Capitano - (IN) Inattivo - Infortunato Roster |

## Mercato

### Sessione estiva
| Acquisti | Acquisti          | Acquisti       | Acquisti   | Acquisti |
| R.       | Nome              | da             | Modalità   |          |
| -------- | ----------------- | -------------- | ---------- | -------- |
| P        | Tamir Blatt       | H. Gerusalemme | svincolato |          |
| AP       | Simone Fontecchio | Pall. Reggiana | svincolato |          |
| C        | Ben Lammers       | Bilbao Berri   | svincolato |          |
| P        | Jayson Granger    | Saski Baskonia | svincolato |          |
| AP       | Louis Olinde      | Bamberger      | svincolato |          |
| P        | Maodo Lô          | Bayern Monaco  | svincolato |          |

| Cessioni | Cessioni           | Cessioni          | Cessioni       | Cessioni |
| R.       | Nome               | a                 | Modalità       |          |
| -------- | ------------------ | ----------------- | -------------- | -------- |
| AG       | Tyler Cavanaugh    | Canarias Tenerife | fine contratto |          |
| P        | Tamir Blatt        | H. Gerusalemme    | prestito       |          |
| GA       | Rokas Giedraitis   | Saski Baskonia    | rescissione    |          |
| P        | Makai Mason        | Manresa           | fine contratto |          |
| P        | Martin Hermannsson | Valencia          | fine contratto |          |
| C        | Landry Nnoko       | Stella Rossa      | fine contratto |          |
| G        | Kenneth Ogbe       | Bamberger         | fine contratto |          |
| PG       | Stefan Peno        | RASTA Vechta      | prestito       |          |

### Dopo l'inizio della stagione
| Acquisti | Acquisti        | Acquisti        | Acquisti         | Acquisti   |
| R.       | Nome            | da              | Data             | Modalità   |
| -------- | --------------- | --------------- | ---------------- | ---------- |
| C        | Christ Koumadje | Avtodor Saratov | 25 febbraio 2021 | svincolato |

| Cessioni | Cessioni | Cessioni | Cessioni | Cessioni |
| R.       | Nome     | a        | Data     | Modalità |
| -------- | -------- | -------- | -------- | -------- |